# Hiram Runnels
Hiram George Runnels, född 15 december 1796 i  Hancock County, Georgia, död 17 december 1857 i Houston, Texas, var en amerikansk demokratisk politiker. Han var Mississippis guvernör 1833–1835.
Runnels blev 1830 invald i Mississippis senat. Han förlorade knappt guvernörsvalet 1831 men vann sedan två år senare med en marginal av 558 röster.
Runnels efterträdde 1833 Charles Lynch som Mississippis guvernör och efterträddes 1835 av John A. Quitman.
Runnels avled 1857 och gravsattes på Glenwood Cemetery i Houston. Han var farbror till Hardin Richard Runnels. Runnels County i Texas har fått sitt namn efter Hiram Runnels.